# شاوهین پیروانی
شاوهین پیروانی (انگلیسی: Shawheen Peiravani؛ زادهٔ ۸ اوت ۱۹۹۴) بازیکن فوتبال است.